# Icewind Dale II
Icewind Dale II ist ein Computer-Rollenspiel für Windows aus dem Jahr 2002. Das Spiel stammt wie der Vorgänger Icewind Dale von den Black Isle Studios, einem Tochterstudio des amerikanischen Computerspielpublishers Interplay Entertainment. Es ist das letzte der von Interplay produzierten D&D-Rollenspiele, die auf BioWares Infinity-Engine basieren, und zugleich das einzige der Reihe, das die neu eingeführte Regelwerksedition 3.0 als Grundlage verwendet. Die Erzählung des Spiels ist selbständig, greift jedoch Handlungsaspekte des Vorgängers auf.

## Handlung
Schauplatz ist wie bereits beim Vorgängerspiel die Kampagnenwelt der Vergessenen Reiche, konkret auf dem Kontinent Faerûn auf dem Planeten Abeir-Toril. Die Handlung ereignet sich rund 30 Jahre nach den Vorkommnissen in Icewind Dale. Unter dem Banner der Chimäre sammeln sich Orks, Goblins und allerlei weitere finstere Kreaturen, um gegen die Zehnstädte vorzugehen. Die Abenteurergruppe zählt zu den wenigen Überlebenden einer Hilfsexpedition aus Luskan, die die belagerte Stadt Targos zu erreichen versuchen. Nachdem sie den Belagerungsring um die Stadt durchbrochen haben, stoßen die Abenteurer auf der Suche nach dem Grund für den Kriegszug und den verantwortlichen Drahtziehern weiter in das Gebiet des Eiswindtales vor. Neben vielen neuen Schauplätzen bereist man dabei erneut einige aus dem vorherigen Teil bekannte Orte.

## Spielprinzip und Technik
Abgesehen von einem überarbeiteten Regelwerk unterscheidet sich Icewind Dale II spielerisch nur geringfügig von seinem Vorgänger und den anderen Infinity-Spielen. Der Spieler befehligt wie zuvor eine vollständig selbst erstellte, sechsköpfige Heldengruppe. Das Spielgeschehen wird aus einer isometrischen Überblicksperspektive präsentiert, die indirekte Steuerung erfolgt nach dem Point-&-Click-Prinzip. Das im Kern rundenbasierte Kampfsystem wird in Echtzeit ausgeführt, kann aber jederzeit per Tastendruck angehalten werden, um ohne Zeitdruck die Lage analysieren und Anweisungen an die Spielfiguren geben zu können.
Neu zum Einsatz kam eine modifizierte Version des Regelwerks 3.0 von Dungeons & Dragons, das sich in vielen Bereichen vom Regelwerk des Vorgängers unterscheidet. Im Gegensatz zu den zufällig ausgewürfelten Werten der zweiten Regelwerksedition (Advanced Dungeons & Dragons) besitzt Icewind Dale II mit D&D 3.0 ein sogenanntes Point-Buy-System, in dem der Spieler bei der Gestaltung seines Charakters vorgegebene Punkte nach Belieben verteilen kann. Neben den Standardrassen (bspw. Mensch, Elf, Zwerg) standen jetzt auch sogenannte Subrassen wie Dunkelelf oder Aasimar zur Verfügung. Daneben gab es zusätzlich zu den Hauptklassen neue Berufsspezialisierungen zur Auswahl sowie das neu eingeführte Talentsystem zum Erlernen neuer Fähigkeiten.
Das Spiel ist weitgehend linear aufgebaut und stark kampfbetont. Es bestehen begrenzt Möglichkeiten, Aufgaben auf alternativen Wegen zu lösen. Zumeist wird unter einem „guten“ und einem „bösen“ Lösungsweg oder Kampf und friedlicher Lösung unterschieden.
Wie bereits im ersten Teil der Reihe gibt es für unterschiedliche Klassen z. T. spezielle Dialogoptionen, was den Wiederspielwert erhöht.

## Entwicklung
Die Planungen zu Icewind Dale II begannen, als die Black Isle Studios ihr zuvor angekündigtes Rollenspiel-Projekt Torn aufgrund von Entwicklungsproblemen einstellen mussten. Die Idee zu einer Fortsetzung von Icewind Dale resultierte laut Lead Designer Joshua Sawyer aus dem Druck heraus, innerhalb kürzester Zeit ein neues, solides Spieleprojekt zu realisieren, um diese Projekteinstellung zu kompensieren. Aufgrund der umfangreichen Erfahrungen der Mitarbeiter mit der Infinity-Engine fiel die Wahl auf Icewind Dale, da hier ein relativ kurzer Entwicklungszeitraum möglich schien. Das Team bekam die Vorgabe, innerhalb von vier Monaten ein fertiges Spiel zu präsentieren, Sawyer erhielt lediglich zwei Tage, um das gesamte Handlungskonzept zu erstellen. Da aber insbesondere das Design der Spielgebiete zeitlich nur wenig reduziert werden konnte, wurde der Entwicklungszeitraum verlängert auf letztlich zehn Monate. Ziel des Projekts war eine Fortführung des Konzepts des ersten Teils, allerdings sollten die unterschiedlichen Schwerpunkte des Hauptspiels (Dungeon-Erkundung), des Add-ons Herz des Winters (Nutzung der unterschiedlichen Charakterfähigkeiten) und der kostenlosen Download-Erweiterung Die Herausforderungen des Meisters der Verlockungen (Rätsel-Elemente) für die Kampagne des Spiels kombiniert werden.
Die Infinity-Engine kam in Icewind Dale II zum letzten Mal zum Einsatz. Die Zauberanimation wurden nochmals überarbeitet, erforderten aber nach wie vor keine 3D-Beschleunigung. Das Interface wurde aufgrund der Regelwerksumstellung komplett überarbeitet und war nun in Teilen frei belegbar. Durch die Verlängerung des Entwicklungszeitraums wurde auch das regeltechnische Grundgerüst nochmals überarbeitet und das Spiel auf die dritte Regelwerksedition von Dungeons & Dragons umgestellt. Die Regelwerksumstellung erfolgte auf Drängen Sawyers, der darin ein wichtiges Verkaufsargument für den Titel sah, dessen mittlerweile betagte 2D-Technik nicht mehr dem technischen Stand der Zeit entsprach und in Konkurrenz zu 3D-Titeln wie BioWares Neverwinter Nights stand.
Das Spiel beinhaltete im Vergleich zum Vorgänger eine Zahl neuer Kreaturen, Gegenstände, Fähigkeiten und Zaubersprüche, einiges davon durch Übernahmen aus Baldur’s Gate II: Schatten von Amn. Weitere Inhalte wurden exklusiv für das Spiel erstellt. Die Begleitmusik des zweiten Teils wurde von Inon Zur komponiert. Zu den Sprechern zählten unter anderem Earl Boen, Gabrielle Carteris, Grey DeLisle und Iona Morris.
Nach Abschluss der Arbeiten verteilten sich die Teammitglieder auf das Projekt Jefferson, einen unvollendet gebliebenen Nachfolger zu Baldur’s Gate II, und das Action-Rollenspiel Baldur’s Gate: Dark Alliance 2, die beide im Laufe eines Jahres fertiggestellt werden sollten. Daher gab es keine konkreten Überlegungen zu einem Add-on oder eine Fortführung der Reihe, aber auch weil die Engine bereits deutliche Alterserscheinungen zeigte.

## Rezeption
Icewind Dale II erhielt größtenteils positive Bewertungen. Die Rezensionsdatenbank Metacritic aggregiert 22 Rezensionen zu einem Mittelwert von 83. GameSpot stellte heraus, dass das Spiel zwar in Bezug auf Optik und Spielaufbau dem Vorgänger sehr gleiche, aber durch die Anwendung der neuen Dungeons-&-Dragons-Regelwerkversion mehr Spieltiefe erreiche. Die Spielengine sei zwar mittlerweile antiquiert und die Grafik im Vergleich zu zeitgleich erschienenen Rollenspielen sehr altbacken, in Summe sei Icewind Dale II aber trotzdem ein großartiges, präzise auf die Bedürfnisse von Rollenspielfans zugeschnittenes Spiel.